# 白米炸彈客 (電影)
《白米炸彈客》（英語：The Rice Bomber）是一部於2014年上映的臺灣電影，由卓立擔任執導，以及由黃健瑋、謝欣穎、張少懷所主演。
本片改編自2003到2004年之間在臺灣所發生的「白米炸彈案」為題材。

## 劇情簡介
楊儒門從小就與祖父母在彰化務農，農田對他們來說是這一生僅有的財產、也是唯一的依靠。然而政府為了加入世界貿易組織，欲將許多農田變成工業區。楊儒門眼看艱辛一輩子的祖父母到頭來卻一無所有，他投書各大媒體，希望藉由媒體的力量報導台灣農民的困境，卻都石沉大海。楊儒門奔走拜訪各級政府，也都四處碰壁。眼見體制內的改變已經無望，楊儒門知道「唯有革命，才能為台灣的農業找到未來」……

## 演員表
| 演 員  | 角 色  | 備 註      |
| 黃健瑋 | 楊儒門 | 白米炸彈客 |
| 謝欣穎 | 攪和咖 |            |
| 張少懷 | 楊東才 | 綽號：阿才 |